# Журавель Михайло Семенович
Михайло Семенович Журавель (нар. 21 листопада 1904, Яблунів — пом. 11 серпня 1987) — радянський селекціонер в області виноградарства. Кандидат сільськогосподарських наук з 1951 року.

## Біографія
Народився 21 листопада 1904 року в селі Яблуневі (нині Канівського району Черкаської області України). 1930 року закінчив Маслівський інститут селекції та насінництва імені К. А. Тімірязєва. З 1931 року на науково-дослідній і керівній роботі. У 1935—1960 роках працював на Середньоазійській станції Всесоюзного інституту рослинництва у Ташкенті під керівництвом М. І. Вавилова. У співавторстві з О. М. Негрулем вивів 16 нових сортів винограду, з яких 7 районовані (Перемога, Мускат янтарний, Первомайський та інші). Член ВКП(б) з 1948 року. У 1960—1979 роках — завідувач відділу селекції винограду Молдавського науково-дослідного інституту виноградарства і виноробства. За цей період вивів і передав у Держсортовипробування 11 сортів (у тому числі столові комплексно-стійкі Молдова, Грудневий, Ювілей 70, Кутузовський, Кишмиш молдавський).
Помер 11 серпня 1987 року.

## Праці
Автор 55 наукових робіт. Співавтор розділів у книгах:
- «Селекция винограда» (Ереван, 1974);
- «Сортоизучение и селекция винограда» (Кишинів, 1976);
- «Селекция устойчивых сортов винограда» (Кишинів, 1982)[1].

Серед робіт:
- Семена винограда и их использование в ампелографических исследованиях // Тр. Молд. НИИ садоводства, виноградарства и виноделия. Кишинев, 1971. Т. 18 (у співавторстві);
- Задачи селекции винограда [в Молдавии] // Виноделие и виноградарство СССР. 1974. № 3 (у співавторстві);
- Химический состав клеточных стенок ягод новых селекционных сортов столового винограда и изменение его при хранении // Изв. АН Молд. ССР. Сер. Биол. и хим. науки. 1979. № 2 (у співавторстві)[1].

## Відзнаки
- Лауреат Сталінської премії за 1948 рік (за виведення сортів винограду Перемога, Ранній ВІРа, Мускат узбекистанський[2]);
- Заслужений діяч науки Молдавської РСР з 1979 року;
- Нагороджений орденом Трудового Червоного Прапора і орденом «Знак Пошани».